# Астеризм (мінералогія)

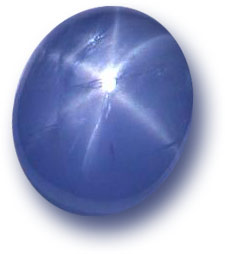
Астеризм на поверхні синього зірчастого сапфіру

Астеризм (рос. астеризм, англ. asterism, stellate opalescence; нім. Asterismus) — властивість мінералів утворювати у відбитому або прохідному світлі смугасті коло- або зіркоподібні світлові фігури (сапфір, деякі слюди).
Також — оптичний ефект в кристалах деяких мінералів, оброблених до вигляду кабошонів (сферична або інша криволінійна випукла форма), що проявляється у здатності утворювати у відбитому або прохідному світлі зіркоподібні фігури. Астеризм проявляється в корундах, шпінелях інколи в кварці, берилі, діопсиді (шестипроменева зірка), гранатах (альмандин, демантоїд). Основною причиною явища астеризму є наявність в кристалі голчастих включень орієнтованих паралельно кристалографічним осям. Товщина таких включень близька до довжини хвилі видимого світла і вони утворюють декілька систем в кожній з яких включення орієнтовані паралельно, а кути між включеннями  різних систем відповідають кутам між кристалографічними осями.
У результаті дифракції світла на ґратках таких мікровключень при освітленні спостерігається група смужок які світяться, а також перетинаються в одній точці — «зірці». Кількість таких точок залежить від симетрії кристалу. Для кристалів кубічної сингонії (шпінелі) дві взаємно перпендикулярні системи включень утворюють дві смужки, тобто чотирипроменеву «зірку», а у кристалів гексагональної (берил) і тригональної (корунди) сингоній — три системи включень утворюють три смуги — шестипроменеву «зірку».